# Жоель Лотьє
Жоель Лотьє (12 квітня 1973, Скарборо (Онтаріо), Канада) – французький шахіст, тренер, підприємець. Міжнародний гросмейстер від 1990 року. Дворазовий чемпіон Франції із шахів: 2004 і 2005.

## Життєпис
Народився в Канаді, де прожив до 12 років. Від наймолодших років проявив надзвичайний шаховий талант. Після переїзду до Франції вступив до паризького шахового клубу Caissa. 1985 року здобув звання чемпіона світу в категорії до 12 років. То було перше офіційне звання чемпіона світу з шахів, яке здобув француз. Три роки по тому в Аделаїді здобув звання чемпіона світу серед юнаків до 20-ти років, випередивши Василя Іванчука i Бориса Гельфанда. Тоді йому було 15 років і він став наймолодшим володарем цього звання. У 1990 році ФІДЕ присудила йому титул гросмейстера.
Успішно виступав у міжнародних турнірах. Переміг на турнірах у Ліоні (1990), Поляниці-Здруй (1991) i Памплоні (1993). 1994 року отримав запрошення на елітарний турнір у Лінаресі. Посів на ньому, разом з Володимиром Крамником, високе 5-те місце i став автором сенсації, перемігши чорними Гаррі Каспарова. У подальших турнірах він зазнав від Каспарова лише однієї поразки і є одним з небагатьох, у кого з ним позитивний баланс партій (+2 -1 =7). У наступних роках переміг на турнірах в Амстердамі (1995, меморіал Макса Ейве, попереду Каспарова), Убеді (1997), Мальме (1998, турнір Sigeman & Co, разом з Ігорем Міладіновичем), Анг'ян-ле-Бені (1999) i Мондаріс (2000). 2003 року разом з Петром Свідлером посів 1-ше місце на турнірі Пойковський.
Від 1990 року Лотьє брав участь у розіграшах чемпіонату світу. Дебют на міжзональному турнірі в Манілі (1990) не був успішним (29-те місце), однак вже в Biel (1993) Лотьє зміг пробитися до претендентських матчів. Там у чвертьфіналі поступився  Янові Тімману 3½ – 4½. На чемпіонатах світу ФІДЕ, які проходили за нокаут-системою двічі (Гронінген, 1997 i Лас-Вегас, 1999) потрапляв до 3-го кола і обидва рази поступився Борисові Гельфанду 2 - 4 (на тай-брейку). 2000 року в Нью-Делі вибув у 1-му колі. Найвищий успіх припадає на 2001 рік у Москві, де потрапив до чільної вісімки, вибивши, зокрема, колишнього чемпіона світу ФІДЕ, Олександра Халіфмана. Однак, у 5-му колі поступився Василеві Іванчуку. П'ять разів вигравав медалі чемпіонату Франції: двічі золоті (2004, 2005), двічі срібні (2002, 2003), а також бронзову (1987).
У 1990–2004 роках шість разів представляв Францію на шахових олімпіадах. 1992 року на олімпіаді в Манілі здобув бронзову медаль в особистому заліку на першій шахівниці. П'ять разів брав участь у командному чемпіонаті Європи. 2001 року в Гетеборгу став найкращим гравцем турніру, а збірна Франції виборола срібні медалі. 2005 року Леоні його команда посіла 3-тє  місце.
Найвищий рейтинг у кар'єрі мав 1 січня 2002 року, досягнувши 2687 пунктів, посідав тоді 19-те місце в світовій класифікації ФІДЕ, водночас посідав 1-ше місце серед французьких шахістів.

## Бізнесмен
У середині 2000-х років відійшов від шахів і зосередився на бізнесі. Заснував компанію RGG (Russia Goes Global) Capital, що допомагала іноземцям інвестувати в російський ринок.
2020 року ввійшов до складу наглядової ради російського «Совкомбанку» та став його невиконавчим директором. Уряд США називав банк наближеним до російської політичної еліти та Володимира Путіна, тому «Совкомбанк» потрапив під санкції США після початку російської агресії. Лотьє 25 лютого покинув керівні посади там, але наприкінці березня потрапив у санкційні списки США.

## Особисте життя, погляди
Вільно розмовляє російською мовою, бо довгий час тренував Володимира Крамника, а в 1997-2002 був одружений з молдавською шахісткою Альмірою Скрипченко. У своїх інтерв'ю після анексії Криму закликав не «демонізувати» Росію, а поглиблювати економічне партнерство з нею.

## Зміни рейтингу
| На цьому місці має відображатися графік чи діаграма, однак з технічних причин його відображення наразі вимкнено. Будь ласка, не видаляйте код, який викликає це повідомлення. Розробники вже працюють для того, щоби відновити штатне функціонування цього графіка або діаграми. | |
| | На цьому місці має відображатися графік чи діаграма, однак з технічних причин його відображення наразі вимкнено. Будь ласка, не видаляйте код, який викликає це повідомлення. Розробники вже працюють для того, щоби відновити штатне функціонування цього графіка або діаграми. |